# Улица Серобабова (Владикавказ)
Улица Серобабова — улица во Владикавказа, Северная Осетия, Россия. Находится в Промышленном муниципальном округе между улицами Чкалова и Дзарахохова. Начинается от улицы Чкалова.
Улицу Серобабова пересекают улицы Олега Кошевого и Курская.
Названа именем революционера, члена штаба Красной Армии на Кавказе Фёдора Серобабова.
Улица сформировалась во второй половине XIX века. Впервые отмечена как «Улица 6-я Новая» на плане города Владикавказа «Карты Кавказского края», которая издавалась в 60-70-е годы XIX столетия.
В 1911 году отмечена на плане города Владикавказа Областного статистического управления как «улица Садовая». Упоминается под этим же названием в Перечне улиц, площадей и переулков от 1911 года.
25 октября 1922 года городской совет переименовал Садовую улицу в улицу Серобабова. Упоминается под этим же названием в Перечне улиц, площадей и переулков от 1925 года.

## Источник
- Владикавказ. Карта города, 2011.
- Кадыков А. Н. Улицы, переулки, площади и проспекты г. Владикавказа: справочник. — Владикавказ: Респект, 2010. — С. 322—323 — ISBN 978-5-905066-01-6
- Торчинов В. А., Владикавказ., Краткий историко-краеведческий справочник, Владикавказ, Северо-Осетинский научный центр, 1999, стр. 91, 93, ISBN 5-93000-005-0